# Самургашев Вартерес Вартересович
Вартерес Вартересович Самургашев (рос. Вартерес Вартересович Самургашев; нар. 13 вересня 1979, Ростов-на-Дону) — російський борець греко-римського стилю вірменського походження, дворазовий чемпіон світу, срібний призер та дворазовий переможець чемпіонатів Європи, дворазовий срібний призер Кубків світу, чемпіон та бронзовий призер Олімпійських ігор. Заслужений майстер спорту Росії з греко-римської боротьби.

## Біографія
Боротьбою почав займатися з 1988 року. Перший тренер — С. С. Казаров. З 1995 тренувався під керівництвом Сергія Забийворота. Згодом до тренувань Вартереса підключився його старший брат Рафаель Самургашев — борець греко-римського стилю, бронзовий призер чемпіонату СРСР 1989 року, член збірної Вірменії на літніх Олімпійських іграх 2000 року (14 місце у вазі до 97 кг),. Член збірної команди Росії з 1997 року. Чемпіон світу серед юніорів 1999 року, чемпіон Європи серед юніорів 1998 року, бронзовий призер чкмпіонату світу серед кадетів 1995 року. Виступав за ростовські клуби «Юність Росії» та СКА. Багаторазовий чемпіон та призер Чемпіонатів Росії.
Закінчив Ростовський економічний університет (2001) і Кубанський державний університет фізичної культури.
1998—2005 рр. — спортсмен-інструктор відділення греко-римської боротьби Ростовської обласної школи вищої спортивної майстерності № 1;
2005—2007 рр. — спортсмен-інструктор обласної спеціалізованої дитячо-юнацької спортивної школи Олімпійського резерву № 35;
З 2008 — спортсмен-інструктор відділення греко-римської боротьби, заступник директора ДБУ «Центр спортивної підготовки № 1».

## Політична діяльність
Обраний у складі списку кандидатів, висунутого Ростовським регіональним відділенням Всеросійської політичної партії «Єдина Росія».
Депутат Законодавчих Зборів Ростовської області V скликання.
Член фракції «Єдина Росія».

## Вшанування
Нагороджений Почесним Знаком «За розвиток фізичної культури і спорту» (1999).
10 липня 2004 року на площі Карла Маркса міста Ростова-на-Дону в парку одного з районів міста (Нахічевані) був встановлений пам'ятник Вартересу Самургашеву.
Почесний громадянин Ростова-на-Дону (2014).

## Спортивні результати на міжнародних змаганнях

### Виступи на Олімпіадах
| Змагання                                   | Збірна | Вагова категорія                 | Місце  |
| ------------------------------------------ | ------ | -------------------------------- | ------ |
| Боротьба на літніх Олімпійських іграх 2000 | Росія  | греко-римська боротьба, до 63 кг | Золото |
| Боротьба на літніх Олімпійських іграх 2004 | Росія  | греко-римська боротьба, до 74 кг | Бронза |
| Боротьба на літніх Олімпійських іграх 2008 | Росія  | греко-римська боротьба, до 74 кг | 7      |

### Виступи на Чемпіонатах світу
| Змагання                        | Збірна | Вагова категорія                 | Місце  |
| ------------------------------- | ------ | -------------------------------- | ------ |
| Чемпіонат світу з боротьби 2002 | Росія  | греко-римська боротьба, до 74 кг | Золото |
| Чемпіонат світу з боротьби 2005 | Росія  | греко-римська боротьба, до 74 кг | Золото |
| Чемпіонат світу з боротьби 2006 | Росія  | греко-римська боротьба, до 74 кг | 27     |

### Виступи на Чемпіонатах Європи
| Змагання                         | Збірна | Вагова категорія                 | Місце  |
| -------------------------------- | ------ | -------------------------------- | ------ |
| Чемпіонат Європи з боротьби 1999 | Росія  | греко-римська боротьба, до 63 кг | 10     |
| Чемпіонат Європи з боротьби 2000 | Росія  | греко-римська боротьба, до 63 кг | Золото |
| Чемпіонат Європи з боротьби 2002 | Росія  | греко-римська боротьба, до 74 кг | Срібло |
| Чемпіонат Європи з боротьби 2006 | Росія  | греко-римська боротьба, до 74 кг | Золото |

На думку багатьох спеціалістів фінальну сутичку у Вартереса Самургашева на Чемпіонаті Європи 2006 виграв Олег Михалович, але через необ'єктивне суддівство переможцем був об'явлений титулованіший росіянин і господар чемпіонату (першість Європи проходила в Москві).

### Виступи на Кубках світу
| Змагання                    | Збірна | Вагова категорія                 | Місце  |
| --------------------------- | ------ | -------------------------------- | ------ |
| Кубок світу з боротьби 2005 | Росія  | греко-римська боротьба, до 74 кг | Срібло |
| Кубок світу з боротьби 2006 | Росія  | греко-римська боротьба, до 74 кг | Срібло |
| Кубок світу з боротьби 2008 | Росія  | греко-римська боротьба, до 74 кг | 5      |

### Виступи на інших змаганнях
| Змагання                                                             | Збірна | Вагова категорія                 | Місце  |
| -------------------------------------------------------------------- | ------ | -------------------------------- | ------ |
| Кубок Вантаа з боротьби 1996                                         | Росія  | греко-римська боротьба, до 52 кг | 5      |
| Олімпійський кваліфікаційний турнір з боротьби 2000 (Клермон-Ферран) | Росія  | греко-римська боротьба, до 63 кг | Золото |
| Чемпіонат світу з боротьби серед військовослужбовців 2001            | Росія  | греко-римська боротьба, до 76 кг | Золото |
| Гран-прі Німеччини з боротьби 2002                                   | Росія  | греко-римська боротьба, до 74 кг | 8      |
| Всесвітні ігри військовослужбовців 2007                              | Росія  | греко-римська боротьба, до 74 кг | Золото |
| Турнір Івана Піддубного 2008                                         | Росія  | греко-римська боротьба, до 74 кг | Бронза |
| Олімпійський кваліфікаційний турнір з боротьби 2008 (Роме-Остія)     | Росія  | греко-римська боротьба, до 74 кг | Бронза |
| Турнір Івана Піддубного 2011                                         | Росія  | греко-римська боротьба, до 74 кг | Срібло |
| Турнір міста Сассарі 2011                                            | Росія  | греко-римська боротьба, до 84 кг | Золото |
| Trophee Milone 2011                                                  | Росія  | греко-римська боротьба, до 74 кг | Срібло |

### Виступи на змаганнях молодших вікових груп
| Змагання                                       | Збірна | Вагова категорія                 | Місце  |
| ---------------------------------------------- | ------ | -------------------------------- | ------ |
| Чемпіонат Європи з боротьби серед юніорів 1997 | Росія  | греко-римська боротьба, до 52 кг | 4      |
| Чемпіонат світу з боротьби серед юніорів 1997  | Росія  | греко-римська боротьба, до 52 кг | 25     |
| Чемпіонат Європи з боротьби серед юніорів 1998 | Росія  | греко-римська боротьба, до 60 кг | Золото |
| Чемпіонат світу з боротьби серед юніорів 1999  | Росія  | греко-римська боротьба, до 63 кг | Золото |
| Чемпіонат світу з боротьби серед кадетів 1995  | Росія  | греко-римська боротьба, до 40 кг | Бронза |